# Görgenhof
Görgenhof ist ein Weiler der Ortsgemeinden Muxerath und Neuerburg im Eifelkreis Bitburg-Prüm in Rheinland-Pfalz.

## Geographische Lage
Görgenhof liegt rund 1,5 km östlich von Muxerath und rund 2,5 km nordöstlich von Neuerburg. Der westliche und größere Teil des Weilers gehört zu Muxerath, der östliche Teil gehört zur Stadt Neuerburg. Görgenhof liegt auf einer Hochebene und ist hauptsächlich von landwirtschaftlichen Nutzflächen sowie zwei Waldgebieten im Osten und Westen umgeben. Östlich fließt der Kotzelsbach und westlich der Gecklerbach.

## Geschichte
Zur genauen Entstehungsgeschichte des Weilers liegen keine Angaben vor. Es ist davon auszugehen, dass dieser aus einem einzelnen Gehöft hervorging.
Wenig nördlich des Görgenhofes befand sich das Hochgericht der Stadt Neuerburg. Dieser Platz hatte zur Zeit der Hexenverfolgung besondere Bedeutung und diente als Ort der Hinrichtung und Verbrennung. Entsprechende Flur- und Straßennamen haben sich bis in die heutige Zeit erhalten.
In der Nähe des Hochgerichts befinden sich zudem die beiden Wüstungen Bornhof und Grethenhof. Diese wurden auf die Zeit um 1850 datiert.

## Naherholung
In der Region Neuerburg existieren zahlreiche Wanderwege, die zum Teil auch in die Nähe des ehemaligen Hochgerichts sowie des Görgenhofes führen. Es handelt sich um Rundwanderwege mit Längen zwischen 3 und 13 km, die hauptsächlich die diversen Kulturdenkmäler der Stadt näher beleuchten.

## Verkehr
Es existiert eine regelmäßige Busverbindung ab Neuerburg bzw. Muxerath.
Görgenhof ist durch die Kreisstraße 63 aus Richtung Obergeckler erschlossen.